# باتريك دي سوزا كونسيساو
باتريك دي سوزا كونسيساو هو لاعب كرة قدم برازيلي في مركز الدفاع، ولد في 19 يوليو 1983 في نوفا إيغواسو في البرازيل. لعب مع نادي برازيليا ونادي ساو كايتانو ونادي سيارا ونادي ناوتيكو.